# Nomofobia
Nomophobia (z ang. no mobile phone phobia) to proponowana nazwa fobii związanej z brakiem dostępu do telefonu komórkowego. Została ona uznana za objaw lub syndrom problematycznego korzystania z mediów cyfrowych w zdrowiu psychicznym, którego definicje nie są ustandaryzowane. Nazwa określa dyskomfort psychiczny lub zaburzenie lękowe polegające na strachu przed utratą kontaktu ze smartfonem i możliwością skorzystania z sieci.
Nomofobia nie istnieje jako termin medyczny w Diagnostycznym i Statystycznym Podręczniku Zaburzeń Psychicznych Amerykańskiego Towarzystwa Psychiatrycznego, został on jednak zaproponowany jako „specyficzna fobia”, oparta na definicjach podanych w DSM-4.
Termin pojawił się po raz pierwszy podczas badania z 2008 r., które przeprowadziła poczta w Wielkiej Brytanii, sprawdzając lęki osób korzystających z telefonów komórkowych. Badanie wykazało, że prawie 53% użytkowników telefonów komórkowych w Wielkiej Brytanii jest zaniepokojonych, gdy zgubi lub straci telefon, wyczerpie im się bateria lub gdy nie mają zasięgu.